# Артемовський міський округ
Арте́мовський міський округ (рос. Артёмовский городской округ) — адміністративна одиниця Свердловської області Російської Федерації.
Адміністративний центр — місто Артемовський.

## Населення
Населення міського округу становить 56223 особи (2018; 60230 у 2010, 63208 у 2002).

## Склад
До складу міського округу входять 27 населених пунктів:
| Населений пункт            | Населення, осіб (2002) | Населення, осіб (2010) |
| -------------------------- | ---------------------- | ---------------------- |
| Артемовський, місто        | 34980                  | 33160                  |
| Антоново, село             | 134                    | 119                    |
| Березники, селище          | 60                     | 53                     |
| Білий Яр, селище           | 3                      | 0                      |
| Бічур, село                | 138                    | 144                    |
| Боровський, селище         | 5                      | 0                      |
| Брагіно, селище            | -                      | 0                      |
| Буланаш, селище            | 13274                  | 12504                  |
| Бучино, присілок           | 28                     | 27                     |
| Велике Трифоново, село     | 686                    | 753                    |
| Дальній Буланаш, селище    | 0                      | 0                      |
| Єлховський, селище         | 1                      | 0                      |
| Заболотьє, селище          | 50                     | 28                     |
| Каменка, селище            | 0                      | 0                      |
| Каткові Поля, селище       | 0                      | 0                      |
| Кислянка, селище           | 21                     | 39                     |
| Красногвардійський, селище | 4825                   | 4369                   |
| Лебедкино, село            | 659                    | 675                    |
| Липино, село               | 120                    | 104                    |
| Лісава, присілок           | 122                    | 103                    |
| Лугова, присілок           | 60                     | 46                     |
| Мале Трифоново, присілок   | 220                    | 206                    |
| Мироново, село             | 815                    | 790                    |
| Мостовське, село           | 900                    | 945                    |
| Налимово, присілок         | 96                     | 29                     |
| Незівай, селище            | 616                    | 621                    |
| Писанець, село             | 597                    | 583                    |
| Покровське, село           | 2501                   | 2687                   |
| Родники, присілок          | 30                     | 35                     |
| Сарафаново, село           | 99                     | 35                     |
| Середньоборовський, селище | 0                      | 0                      |
| Сосновий Бор, селище       | 1476                   | 1437                   |
| Упор, селище               | 1                      | 0                      |
| Шогрінське, село           | 691                    | 738                    |

- 14 листопада 2016 року були ліквідовані селища Дальній Буланаш, Єлховський, Каменка, Каткові Поля, Середньоборовський, Упор[8].
- 11 квітня 2017 року було ліквідовано селище Брагіно[9].

## Найбільші населені пункти
| № | Населений пункт    | Населення, осіб (2002) | Населення, осіб (2010) |
| - | ------------------ | ---------------------- | ---------------------- |
| 1 | Артемовський       | 34 980                 | 33 160                 |
| 2 | Буланаш            | 13 274                 | 12 504                 |
| 3 | Красногвардійський | 4 825                  | 4 369                  |
| 4 | Покровське         | 2 501                  | 2 687                  |
| 5 | Сосновий Бор       | 1 476                  | 1 437                  |